# Гасанова, Фатьма Акпер кызы
Фатьма Акпер кызы Гасанова (азерб. Fatma Əkbər qızı Həsənova; род. 25 февраля 1928, Гянджинский уезд) — советский азербайджанский виноградарь, Герой Социалистического Труда (1950).

## Биография
Родилась 25 февраля 1928 года в селе Колтагнали Гянджинского уезда Азербайджанской ССР (ныне село Махмудлу Шамкирского района).
С 1942 года рабочая, звеньевая, заведующая отделом, с 1967 года бригадир виноградарского совхоза имени Азизбекова Шамхорского района. В 1949 году получила урожай винограда 221,8 центнер с гектара на площади 3,5 гектаров. В 1976 году бригада Гасановой выполнила план на 133 процента, а в 1977 году — на 140 процентов.
Указом Президиума Верховного Совета СССР от 4 сентября 1950 года за получение высоких урожаев винограда на поливных виноградниках в 1949 году Гасановой Фатьме Акпер кызы присвоено звание Героя Социалистического Труда с вручением ордена Ленина и золотой медали «Серп и Молот».
Активно участвовала в общественной жизни Азербайджана. Член КПСС с 1953 года.
С 2002 года президентский пенсионер.